# 聖尼各老主教座堂 (諾托)
36°53′29.76″N 15°4′15.53″E / 36.8916000°N 15.0709806°E
圣尼各老圣殿主教座堂（義大利語：Basilica Cattedrale di San Nicolò）是天主教诺托教区的主教座堂（自1844年教区成立起），位于意大利西西里大区诺托，巴洛克风格，始建于18世纪初，完成于1776年。供奉圣尼各老。
主教座堂由于1990年地震受损，于1996年倒塌。它已经被重建，并于2007年重新开放。

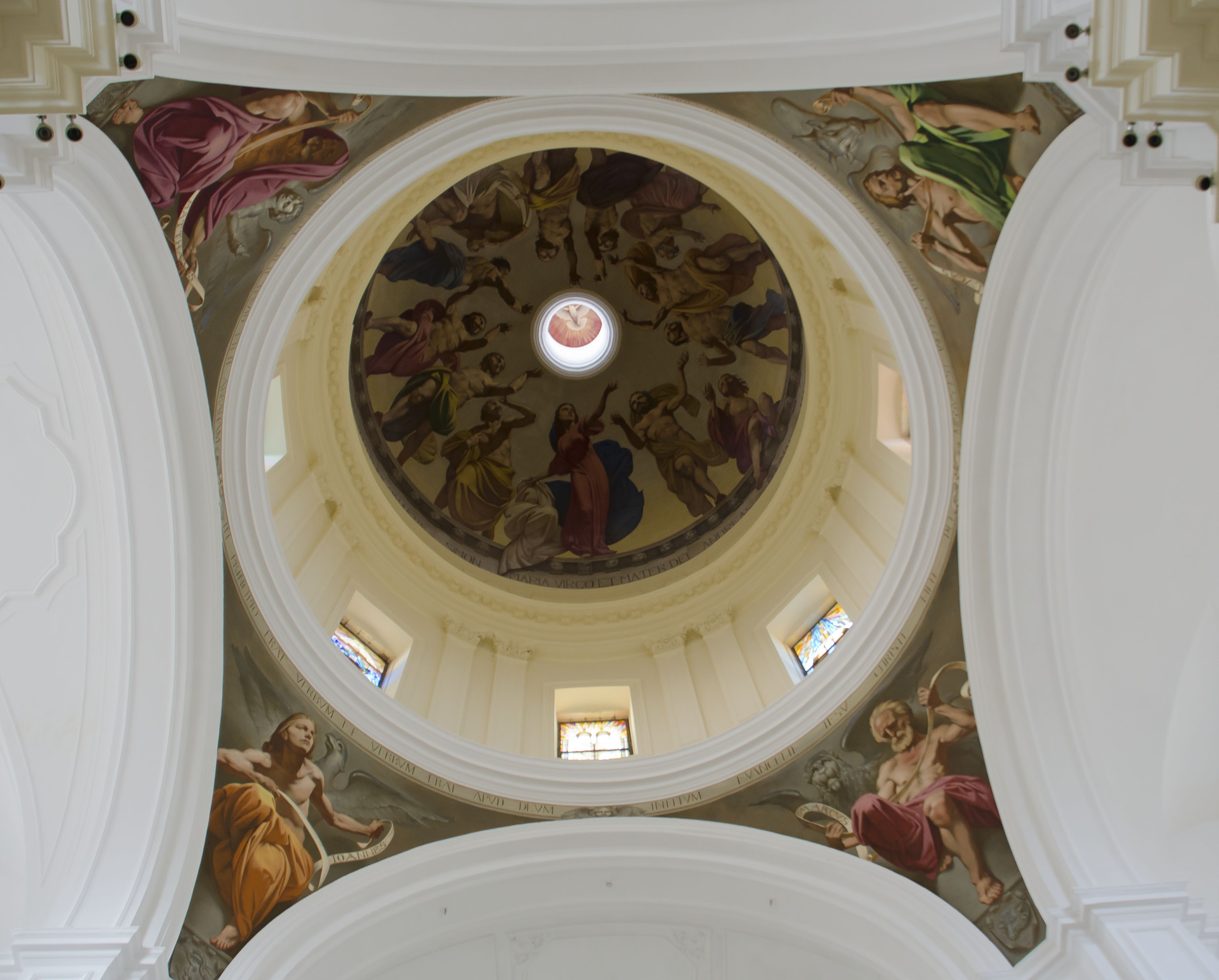

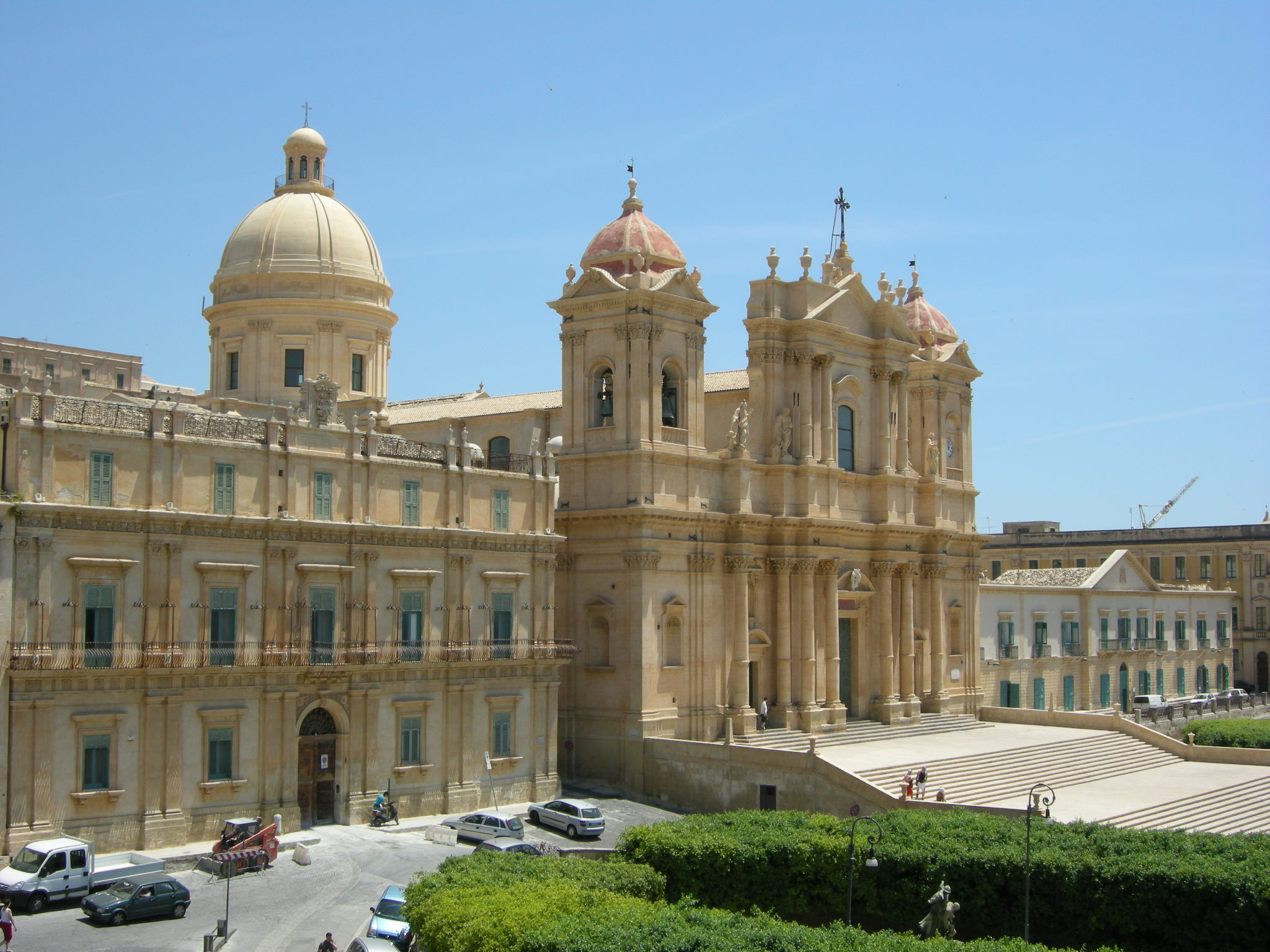
外观

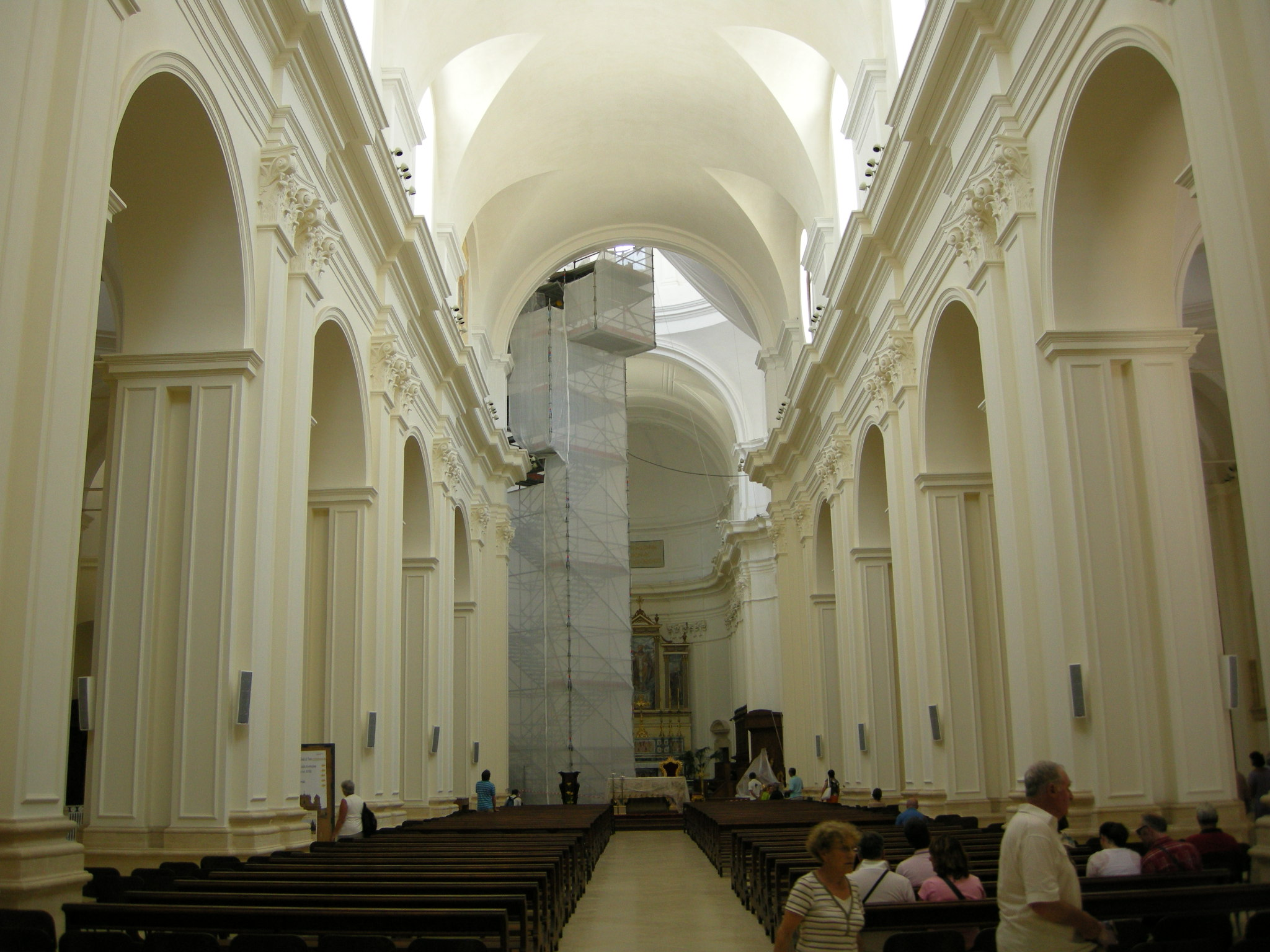
内部